# 紫羚
紫羚，又稱斑哥羚羊，是一种夜行性的偶蹄目食草动物，也是非洲森林羚羊中最大的一种，主要生活在非洲茂密的丛林中。其英文名Bongo来自非洲土著语言。
紫羚包括两个亚种：
- 低地亚种（或西部亚种）：生活在西部非洲，保育状态为近危；
- 山地亚种（或东部亚种）：只生活在肯尼亚中部偏远地区，保育状态为濒危。

## 特征
紫羚的外部特征包括：红褐色的体毛，面部黑白相间的印记，体表黄白相间的条纹，长长的螺旋状角。在薮羚属中，它们是唯一的一种雄性和雌性都长角的动物。
雄性和雌性的体型大小相近，身高约为1.1-1.3米，体长1.7-2.5米。雌性体重为210-235千克，雄性较重，为240-405千克。

## 分布与栖息地
生活在最高可达海拔4,000米的茂密的非洲丛林中，主要分布在肯尼亚（东部亚种）和西部非洲大部分国家（西部亚种）的孤立地区。由于农耕地的开发和木材的过量砍伐，其数量比历史上已经大大减少。

## 习性与繁殖

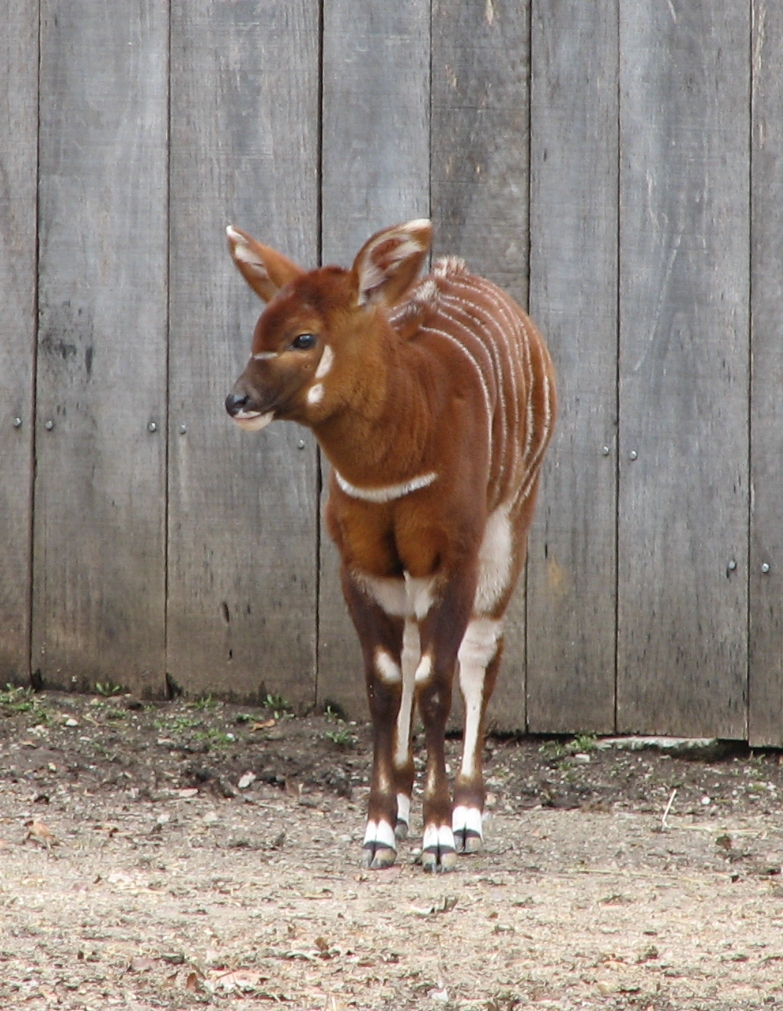
紫羚幼仔

与其他森林地区的有蹄动物相似，紫羚很少组成较大的群体。雄性一般为独居，雌性则与幼仔一起以6-8头为单位组成小的群体。种群数量很少多于20头。
尽管以夜行性为主，但偶尔也会在白天活动。紫羚是一种非常温驯的动物，很容易受惊。紫羚的食谱比较广泛，以树叶、矮木、藤蔓、树皮以及植物的其他部分为食。
孕期约为285天（9.5个月），每胎产一仔，断奶期为6个月。性成熟期为24-27个月。紫羚幼仔在种群中成长速度非常快，一般到了3.5个月时就开始长角。